# 李存信
李 存信（り そんしん、862年 - 902年）は、唐末の武人。李克用の仮子となり、民間伝承や小説『残唐五代史演義』の中では配下の「十三太保」の一人として知られた。

## 生涯
もとの名は張汚落。実父の張君政は回鶻懐化郡王の李思忠（嗢没斯）の領民であった。武術だけでなく才芸に優れ、4カ国語を使い、6種類の文字に通暁した。
李克用が黄巣を討った時、李克用に従い関中に入って功績を重ねた。馬歩軍都指揮使に任ぜられ、李克用の仮子となり、李存信と改名した。ところが、李克用の仮子の李存孝に嫉妬し、密かに排斥を企てた。李存信が扇動した結果、李存孝は謀叛をおこし、その罪で処刑された。その後、李克用は李存信の離間に感づき、李存信とは疎遠になった。
乾寧3年（896年）正月、李克用は朱全忠に攻められた朱瑄を救うため、李存信ら将兵を遣わした。しかし李存信は大敗し、李克用の実子の李落落も戦死した。乾寧4年（897年）8月、李存信は安塞で大敗した。李克用は激怒し「三敗したらお前も処刑する」と言った。李存信は叩頭して謝罪した。
その後、失意のうちに病と称して戦を避けた。天復2年（902年）、病没した。

## 伝記資料
- 『新五代史』
- 『旧五代史』
- 『資治通鑑』